# Dasyhelea punctosa
Dasyhelea punctosa är en tvåvingeart som beskrevs av Remm 1993. Dasyhelea punctosa ingår i släktet Dasyhelea och familjen svidknott. Inga underarter finns listade i Catalogue of Life.